# Super Rugby
Super Rugby är ett rugby union-mästerskap med deltagande lag från Australien, Nya Zeeland,   Sydafrika, Argentina och Japan. Det är det största mästerskapet i rugby för klubblag på det södra halvklotet och spelades första gången 1996. Tävlingen kallades från början Super 10, efter antalet deltagande lag. Efterhand utökades antalet lag under namnen Super 12 och Super 14. Det nuvarande namnet fick tävlingen inför 2011 års säsong, då ett 15:e lag tillkom. Sedan 2016 har Argentina och även Japan med varsitt lag som är med och tävlar i turneringen.
Före 2011 mötte de deltagande lagen först varandra i en rak serie, där de fyra bäst placerade lagen gick vidare till semifinal. Inför 2011 infördes ett gruppsystem där varje land utgör en grupp. Varje lag möter lagen i samma grupp hemma och borta. Dessutom möter de fyra av de fem lagen i de andra grupperna en gång. Sex lag går vidare till en finalserie.

## Deltagande lag
| Land        | Lag                      | Stad         | Arena                   |
| ----------- | ------------------------ | ------------ | ----------------------- |
| Australien  | Brumbies                 | Canberra     | GIO Stadium             |
| Australien  | New South Wales Waratahs | Sydney       | Allianz Stadium         |
| Australien  | Queensland Reds          | Brisbane     | Suncorp Stadium         |
| Australien  | Rebels                   | Melbourne    | AAMI Park               |
| Nya Zeeland | Blues                    | Auckland     | Eden Park               |
| Nya Zeeland | Chiefs                   | Hamilton     | Waikato Stadium         |
| Nya Zeeland | Crusaders                | Christchurch | AMI Stadium             |
| Nya Zeeland | Highlanders              | Dunedin      | Forsyth Barr Stadium    |
| Nya Zeeland | Hurricanes               | Wellington   | Westpac Stadium         |
| Sydafrika   | Bulls                    | Pretoria     | Loftus Versfeld Stadium |
| Sydafrika   | Lions                    | Johannesburg | Ellis Park Stadium      |
| Sydafrika   | Sharks                   | Durban       | Kings Park Stadium      |
| Sydafrika   | Stormers                 | Kapstaden    | Newlands Stadium        |
| Argentina   | Jaguares                 | Buenos Aires | Estadio José Amalfitani |
| Japan       | Sunwolves                | Tokyo        | Chichibunomiya Stadium  |

## Segrare
| - 1996 – Blues - 1997 – Blues - 1998 – Crusaders - 1999 – Crusaders - 2000 – Crusaders - 2001 – Brumbies | - 2002 – Crusaders - 2003 – Blues - 2004 – Brumbies - 2005 – Crusaders - 2006 – Crusaders - 2007 – Bulls | - 2008 – Crusaders - 2009 – Bulls - 2010 – Bulls - 2011 – Reds - 2012 – Chiefs - 2013 – Chiefs | - 2014 – Waratahs - 2015 – Highlanders - 2016 - Hurricanes - 2017 - Crusaders |